# White Sulphur Springs (Wirginia Zachodnia)
White Sulphur Springs – miasto w Stanach Zjednoczonych, w stanie Wirginia Zachodnia, w hrabstwie Greenbrier.